# Generations (Gary Burton)
Generations is een studioalbum van Gary Burton. Hij trok van 16 tot en met 18 september 2003 de Fantasy Studio in Berkeley (Californië) in om samen met collegamusici het album op te nemen. Als verklaring van de titel gaf het platenlabel Concord Jazz op, dat Burton als docent lesgaf aan een nieuwe generatie musici op Berklee College of Music of hun een platform op wereldniveau gaf, zoals bij de gitarist Pat Metheny. Voor dit album zou dat gelden voor gitarist Julian Lage. Op het album is ook opgenomen het nummer Wheatland van Oscar Peterson, degene die Makoto Ozone inspireerde om piano te gaan spelen. 

## Musici
- Gary Burton – vibrafoon
- Julian Lage – gitaar

Met
- Makoto Ozone – piano
- James Genus – contrabas
- Clarence Penn – drumstel

## Muziek
| Nr. | Titel                              | Duur |
| --- | ---------------------------------- | ---- |
| 1.  | First impression (Lage)            | 6:33 |
| 2.  | Gorgeous (Michel Forman)           | 7:39 |
| 3.  | Take another loop (Pat Metheny)    | 6:39 |
| 4.  | Test of time (Ozone)               | 5:22 |
| 5.  | Ladies in Mercedus (Steve Swallow) | 6:22 |
| 6.  | Early (Lage)                       | 5:36 |
| 7.  | Wheatland (Oscar Peterson)         | 5:33 |
| 8.  | Syndrome (Carla Bley)              | 5:19 |
| 9.  | The title will follow (Lage)       | 7:50 |
| 10. | Héroes sin sombre (Ozone)          | 8:16 |